# إيفا غارزا
إيفا غارزا (بالإنجليزية: Eva Garza)‏ هي مغنية أمريكية، ولدت في 11 مايو 1917 في سان أنطونيو في الولايات المتحدة، وتوفيت في 1 نوفمبر 1966 في توسان في الولايات المتحدة بسبب ذات الرئة.

## وصلات خارجية
- إيفا غارزا على موقع IMDb (الإنجليزية)
- إيفا غارزا على موقع ميوزك برينز (الإنجليزية)